# Heteropoda warrumbungle
Heteropoda warrumbungle är en spindelart som beskrevs av Davies 1994. Heteropoda warrumbungle ingår i släktet Heteropoda och familjen jättekrabbspindlar.
Artens utbredningsområde är New South Wales. Inga underarter finns listade i Catalogue of Life.